# Gloomer Rumor
Gloomer Rumor (Un triste rumor en España o Rumor Terrorífico en Latinoamérica) es el primer episodio de la primera temporada de la serie de televisión Ruby Gloom. La historia narra que Chico Calavera, Iris y Desgracia creen que Ruby se va de la casa, mientras Frank y Len creen que se va a morir.

## Argumento
El episodio inicia cuando Ruby intenta acercarse a sus amigos luego de disuadirlos pero ahora ellos la evitan. Desesperada Ruby va donde Poe y sus hermanos Edgar y Allan, ahí Poe intenta hacerle recordar que fue lo que hizo.
Ruby recuerda que quería hacer una fiesta por el primer día de mayo, por lo que escribe en su diario que va hacer una fiesta, cuando llega Iris comiéndose una galleta (algo importante en el desarrollo del capítulo). Ruby le insiste que se ponga a leer un libro para guardarse su espíritu de aventurera que tanto le fascina a Ruby. Iris toma el diario de Ruby y al leerlo ve que tiene un secreto tan terrible que no lo quiere contar, por lo que saca la conclusión de que Ruby se va de la casa y le avisa a Desgracia y Chico Calavera (ahora en faceta de Pintor y Artista Francés). Cuando ellos gritan "Ruby ya no estará con nosotros", Frank y Len creen que Ruby se va a morir.
Cuando Ruby intenta escaparse ve cómo Desgracia le sonríe, Chico Calavera le hace un retrato y Iris la invita a vivir su espíritu aventurero, mientras Frank y Len le hacen un último favor, a cambio de sándwiches.
Poe, Doom Kitty y Ruby deciden investigar y encuentran en el diario migas de galleta y que la página ha sido saltada al 2 de mayo, por lo que deciden hacer la fiesta, todos llegan tristes a pesar de que Ruby les dice que no se iba, así que les dice que si se iba pero ya no, ahí los convence y hacen la fiesta.
Luego Ruby le hace los sándwiches a Frank y Len, quienes aún creen que se va a morir, por lo que Ruby les deja los sándwiches diciéndoles que en serio está muy muerta, y Frank y Len creen que ya pasó la quinta fase de la muerte.